# Javier Ambrois
Javier Ambrois (Montevideo, 1932. május 9. – Montevideo, 1975. június 25.), uruguayi válogatott labdarúgó.
Az uruguayi válogatott tagjaként részt vett az 1954-es világbajnokságon, illetve az 1956-os és az 1957-es Dél-amerikai bajnokságon.

## Sikerei, díjai
Nacional
- Uruguayi bajnok (5): 1950, 1952, 1955, 1956, 1957

Uruguay
- Dél-amerikai bajnok (1): 1956

Egyéni
- Az uruguayi bajnokság gólkirálya (1): 1955 (17 gól)
- A Dél-amerikai bajnokság gólkirálya (1): 1957 (9 gól)

## Külső hivatkozások
- Javier Ambrois – a FIFA adatbázisában
- Javier Ambrois a National-football-teams.com oldalon